# Port Townsend
Port Townsend är administrativ huvudort i Jefferson County i delstaten Washington i USA. Vid 2010 års folkräkning hade Port Townsend 9 113 invånare.